# Pobreza do estímulo

Um diagrama de um espaço de hipóteses, com pontos de dados marcados com "x". Hipóteses potenciais são as linhas, e a hipótese correta (D) é a linha tracejada.

Em linguística, a pobreza do estímulo é a alegação de que as crianças não são expostas a dados suficientes em seus ambientes linguísticos para adquirir todas as características de sua linguagem sem vieses cognitivos inatos. Os argumentos da pobreza do estímulo são usados como evidência da chamada gramática universal: a ideia de que pelo menos alguns aspectos da competência linguística são inatos. O termo Pobreza do Estímulo foi cunhado por Noam Chomsky em 1980. Um amplo espectro de fenômenos linguísticos tem sido usado para defender a gramática universal com base no fato de que as crianças não têm dados suficientes pra adquirir os fenômenos usando apenas a cognição geral (ou seja, não-específica da linguagem). Críticos da hipótese da gramática universal propuseram modelos alternativos.  Eles sugerem que a aquisição dessas faculdades pode ser mais fácil do que se afirmava anteriormente. As bases empíricas e conceituais da Pobreza do estímulo seguem sendo debatidas na linguistica até hoje. 

## Antecedentes e história

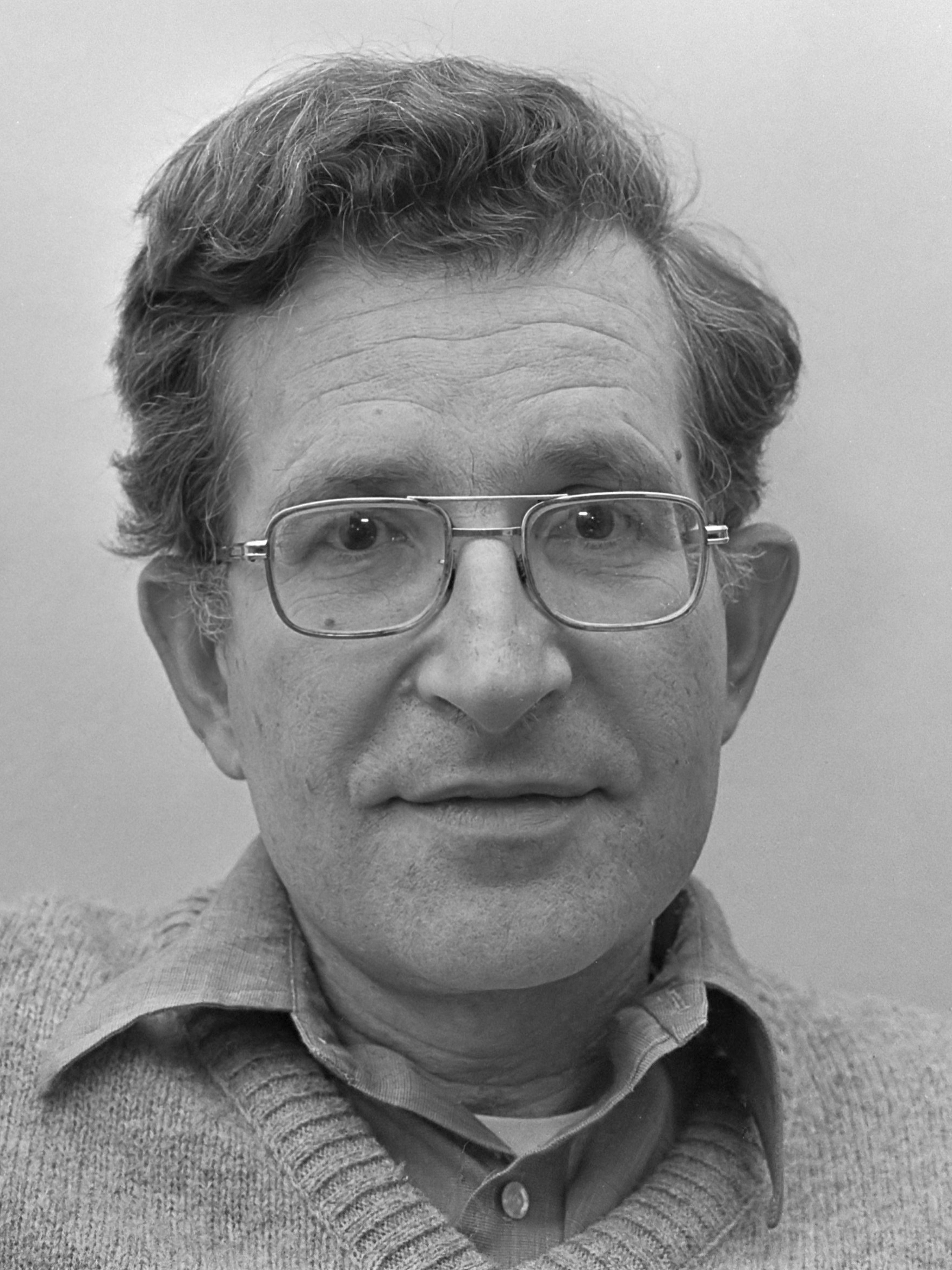
Noam Chomsky cunhou o termo “pobreza do estímulo” em 1980.

Noam Chomsky cunhou o termo “pobreza do estímulo” em 1980.  Essa ideia está intimamente relacionada ao que Chomsky chama de "Problema de Platão". Ele usou essa abordagem filosófica no primeiro capítulo de Knowledge of Language em 1986.  O Problema de Platão remonta ao Mênon, um diálogo socrático. Em Mênon, Sócrates se depara com um escravo que conhece conceitos de geometria mesmo nunca tendo sido ensinado sobre eles.  O Problema de Platão faz eco com a ideia de gramática universal e, mais especificamente, com a ideia da "Pobreza do estímulo", porque revela que o conhecimento das pessoas é mais profundo do que aquilo a que elas estão expostas. Chomsky sugere que os humanos não são expostos a todas as estruturas de sua linguagem, mas ainda assim alcançam conhecimento completo dessas estruturas.
O nativismo linguístico é a teoria de que os humanos nascem com algum conhecimento da linguagem (Gramática Universal) e que uma língua não é adquirida inteiramente por meio da experiência. Segundo Noam Chomsky,  "a velocidade e a precisão do vocabulário adquirido não deixam alternativa senão à conclusão de que a criança tem conceitos disponíveis antes da experiência com a linguagem. O que ela está fazendo é aprender conceitos que já faziam parte do seu aparelho conceitual". Para a maioria dos gramáticos gerativos, o argumento da "pobreza do estímulo" é uma viga central do argumento mais amplo a favor do nativismo linguístico.   
1. 1 2  Thomas, Margaret (26 June 2002). «Development of the concept of "the poverty of the stimulus"». The Linguistic Review. 19 (1-2): 51–71. doi:10.1515/tlir.19.1-2.51 Verifique data em: |data= (ajuda)
2. ↑  James McGilvray (24 de fevereiro de 2005). The Cambridge Companion to Chomsky. [S.l.]: Cambridge University Press. ISBN 9780521784313. Consultado em 21 de janeiro de 2016 – via Books.google.com
3. ↑  Chomsky, N (1988). Language and the problems of knowledge. [S.l.]: MIT Press
4. ↑  Behme, Christina; Deacon, S. Hélène (2008). «Language Learning in Infancy: Does the Empirical Evidence Support a Domain Specific Language Acquisition Device?». Philosophical Psychology. 21 (5): 641–671. doi:10.1080/09515080802412321
5. ↑  Chomsky, Noam (1972). Language and mind. Enl. ed. New York: Harcourt Brace Jovanovich Verifique o valor de |url-access=registration (ajuda)
6. ↑  Pinker, Steven (1991). «Rules of Language». Science. 253 (5019): 530–535. Bibcode:1991Sci...253..530P. PMID 1857983. doi:10.1126/science.1857983

- Chomsky, N. (1988). Language and problems of knowledge. Cambridge, Massachusetts: MIT Press. ISBN 978-0-262-03133-2
- Cowie, F. (2008). «Innateness and Language». Metaphysics Research Lab, Stanford University. Stanford Encyclopedia of Philosophy
- Clark, A.; Lappin, S. (2010). Linguistic Nativism and the Poverty of the Stimulus. [S.l.]: Wiley-Blackwell. ISBN 978-1-4051-8784-8
- Kaplan, F.; Oudeyer, P-Y; Bergen, B. (2008). «Computational models in the debate over language learnability» (PDF). Infant and Child Development. 17 (1): 55–80. CiteSeerX 10.1.1.391.5645. doi:10.1002/icd.544
- Laurence, Stephen; Margolis, Eric (2001). «The Poverty of the Stimulus Argument» (PDF). The British Journal for the Philosophy of Science. 52 (2): 217–276. doi:10.1093/bjps/52.2.217
- Marcus, Gary F. (1993). «Negative evidence in language acquisition». Cognition. 46 (1): 53–85. CiteSeerX 10.1.1.466.3904. PMID 8432090. doi:10.1016/0010-0277(93)90022-N
- Legate, Julie; Yang, Charles (2002). «Empirical re-assessment of stimulus poverty arguments» (PDF). The Linguistic Review (19): 151–162
- Reich, P. (1969). «The finiteness of natural language». Language. 45 (4): 831–843. JSTOR 412337. doi:10.2307/412337
- Isac, Daniela; Reiss, Charles (2012). I-language: An introduction to linguistics as cognitive science. [S.l.]: OUP